# Ljusspetsat hedfly
Ljusspetsat hedfly Anarta farnhami är en fjärilsart som beskrevs av Augustus Radcliffe Grote 1873. Enligt Dyntaxa ingår ljusspetsat hedfly i släktet Anarta men enligt Catalogue of Life är tillhörigheten istället släktet Discestra. Enligt båda källorna tillhör ljusspetsat hedfly familjen nattflyn, Noctuidae. Ljusspetsat hedfly är ännu inte påträffat i Sverige och nationellt utdöd, RE, i Finland. Inga underarter finns listade i Catalogue of Life.